# Giesbergeria
Giesbergeria es un género de bacterias gramnegativas de la familia Comamonadaceae. Fue descrito en el año 2006. Su etimología hace referencia al microbiólogo G. Giesberger. Son bacterias aerobias, móviles por flagelos bipolares y quimioorganoheterótrofas. Tienen forma de espiral. Catalasa y oxidasa positivas. Se encuentran en aguas y lodos. 
Algunas de las especies de este género pertenecían anteriormente al género Aquaspirillum. 